# Madame de La Fayette
Ne pas confondre avec l’épouse du marquis de La Fayette, Adrienne de La Fayette
Pour les articles homonymes, voir Lafayette, La Vergne et Pioche (homonymie).
Marie-Madeleine Pioche de La Vergne, comtesse de La Fayette (ou Lafayette), dite Madame Marie-Madeleine de La Fayette, née en 1634, baptisée le 18 mars 1634 en l'église Saint-Sulpice de Paris et morte le 25 mai 1693 dans la même ville, est une romancière et épistolière française du Grand Siècle.

## Biographie
Marie-Madeleine est née dans une famille aisée et de petite noblesse, qui gravite dans l’entourage du cardinal de Richelieu. Sa mère, Marie de Péna, fille d'un médecin de Louis XIII, est issue d'une ancienne famille de Provence ; l'un de ses aïeux, Hugues de Péna, était au XIIIe siècle le secrétaire du roi Charles Ier de Naples et l'auteur de plusieurs tragédies; un autre, Jean de Péna, auteur trois siècles plus tard des éditions grecques et latines des Sphériques de Théodose, enseignait les mathématiques au Collège de France. Marie de Péna est au service de la duchesse Marie-Madeleine de Vignerot du Pont-de-Courlay, dame de Comballet puis duchesse d'Aiguillon, nièce de Richelieu. 
Le père de Marie-Madeleine, Marc Pioche, qui voudrait faire oublier ses origines bourgeoises en se faisant appeler « Aymar de La Vergne », est écuyer du roi, et gentilhomme entretenu de la maison de Richelieu, lequel lui a confié, en septembre 1632, l’éducation militaire de son filleul Jean Armand de Maillé (fils aîné du marquis Urbain de Maillé-Brézé).
Lorsque son père meurt, en décembre 1649, Marie-Madeleine n’a que 15 ans. Un an plus tard, sa mère se remarie avec Renaud-René de Sévigné, un oncle du mari de la marquise de Sévigné ; les deux femmes, qui ont huit ans de différence, deviendront pour toujours « les plus chères amies du monde ».
La même année, la jeune fille reçoit la charge de demoiselle d'honneur de la reine Anne d'Autriche et commence à acquérir une éducation littéraire auprès du grammairien Gilles Ménage, qui lui enseigne l’italien et le latin, et l’introduit dans les salons littéraires en vogue de Catherine de Rambouillet, de la Marquise du Plessis-Bellière et de Madeleine de Scudéry, ce qui lui vaudra, en 1661, de figurer dans le Grand Dictionnaire des précieuses de Baudeau de Somaize, sous le pseudonyme de Féliciane.
En 1655, âgée de 22 ans, elle épouse François Motier, comte de La Fayette, de haute noblesse auvergnate, frère de la célèbre Louise de La Fayette (fille d'honneur d'Anne d'Autriche) et neveu de François de La Fayette, évêque de Limoges. À la demoiselle Pioche de la Vergne, ce veuf âgé de trente-huit ans et désargenté qui mène une existence retirée dans son château de Nades, apportera un nom prestigieux. Le couple aura deux fils.
Elle l’accompagne dans ses domaines d'Auvergne et du Bourbonnais, retournant fréquemment à Paris, où elle commence à s’introduire dans la haute société de la Cour. Elle ouvre avec succès son propre salon littéraire dans son somptueux hôtel particulier rue de Vaugirard. Leur bonheur conjugal semble avoir sombré après quelques années de mariage, après la naissance de leurs fils, date à partir de laquelle François de La Fayette se fait tellement discret qu'il semble avoir littéralement disparu (ce n'est qu'à la fin du XIXe siècle qu'un document trouvé dans les archives de la Trémoille indique que ce mari silencieux avait vécu jusqu'au 26 juin 1683).
On compte, parmi les connaissances de Marie-Madeleine de La Fayette, Henriette d'Angleterre, future duchesse d’Orléans, qui lui a demandé d’être sa biographe  et dont elle devient une intime ; le Grand Arnauld et Pierre-Daniel Huet, dont le Traité de l'origine des romans sera publié en préface de son Zaïde. Au tout début de la Fronde, elle est également proche du cardinal de Retz. Il y a également Jean Regnault de Segrais qui est un poète et auteur d'un roman, mais aussi de Gilles Ménage, un auteur mondain, ces deux personnes côtoient régulièrement le salon de Mme de La Fayette, ils deviennent alors de très bons conseillers littéraires.
Sur les encouragements de Segrais et de Ménage, qui lui tiennent lieu de véritables conseillers littéraires, Mme de la Fayette décide de prendre la plume. Définitivement établie à Paris en 1659, la seule œuvre qu'elle signera de son nom est un court portrait de Mme de Sévigné figurant dans un ouvrage collectif intitulé Divers portraits.
En 1662, elle fait paraître, sous le nom de Segrais, une nouvelle historique, La Princesse de Montpensier. De 1655 à 1680, elle est étroitement liée avec  le duc de La Rochefoucauld, auteur des Réflexions ou sentences et maximes morales. Leur fidèle et constante amitié fait écrire à Madame de Sévigné, leur amie à tous deux, au moment de la mort du duc de La Rochefoucauld : « ... rien ne pouvait être comparé à la confiance et aux charmes de leur amitié. » La Rochefoucauld présente Marie-Madeleine de La Fayette à beaucoup de grands esprits littéraires du temps, parmi lesquels Racine et Boileau. En 1669 apparaît le premier tome de Zaïde, un roman hispano-mauresque édité sous la signature de Segrais, mais presque certainement écrit par Madame de La Fayette. Le deuxième volume paraît en 1671. Zaïde est l’objet de rééditions et de traductions, notamment grâce à la préface de Huet.
L'œuvre la plus célèbre de Marie-Madeleine de La Fayette est La Princesse de Clèves, d’abord éditée par un de ses amis en mars 1678. Cette œuvre, dont le succès est immense, passe souvent pour être un prototype du roman d'analyse psychologique, et c'est dans une lettre adressée à Ménage en 1691 que l'on apprend l'identité de l'écrivaine. Cependant, Mme de La Fayette n'a jamais avoué publiquement qu'elle en était l'autrice.
La mort de La Rochefoucauld en 1680 puis du comte de La Fayette en 1683 la conduit à mener une vie sociale moins active dans ses dernières années. Elle se retire de la vie mondaine, et se prépare à la mort.
Trois ouvrages de sa main paraîtront à titre posthume : Histoire de Madame la Comtesse de Tende (1718) nouvelle sans signature, Histoire d’Henriette d’Angleterre ou Histoire de Madame (1720) et Mémoires de la Cour de France pour les années 1688 et 1689 (1731) parut en 1689.

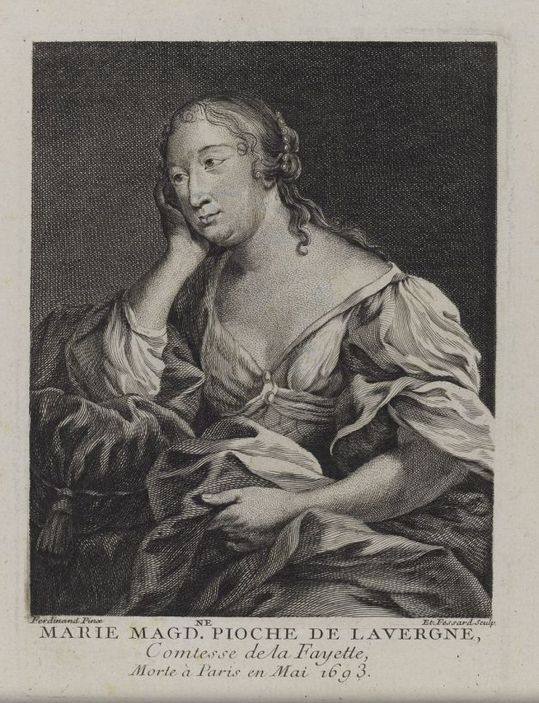
Madame de La Fayette, d'après le portrait réalisé par Louis Ferdinand Elle l'Aîné.

### Portrait
Louis Ferdinand Elle l'Aîné, peintre du roi, réalise un portrait de Madame de Lafayette. Ce portrait perdu est toutefois connu par une gravure conservée au château de Versailles. Madame de Lafayette est présentée sans bijou, assise sur une chaise. Elle adopte une pose mélancolique, appuyée sur son coude et pensive.

## Famille
Marie-Magdëlaine Pioche de La Vergne est la fille aînée d'Aymar de La Vergne (-1649), écuyer, maréchal de camp, gouverneur du Havre de Grâce (et du neveu d'Armand-Jean Duplessis (dit Cardinal de Richelieu) : Jean-Armand de Maillé-Brézé), et de Marie de Péna (-1656), petite-fille de François de Péna, médecin ordinaire du Roi, et de son épouse, Michelle Coupe.
Son baptême eut lieu le 18 mars 1634 en l’église Saint-Sulpice. Furent désignés pour parrain Urbain de Maillé-Brézé, maréchal de France, et pour marraine Marie-Madeleine de Vignerot, dame de Comballet, plus tard duchesse d’Aiguillon, nièce de Richelieu.
Marie-Magdëlaine eut deux sœurs cadettes :
- Éléonore-Armande, baptisée le 10 avril 1635 ;
- Isabelle-Louise, née en 1636

Sa mère, Marie de Péna, se remaria le 21 décembre 1650 avec Renaud-René de Sévigné (-1656), oncle du mari de la marquise de Sévigné.
Mlle de La Vergne épousa le 15 février 1655 François Motier, comte de La Fayette (frère de Louise de La Fayette) (1616-1683). Celui-ci détenait plusieurs terres en Auvergne dont les terres de La Fayette, de Goutenoutouse, de Médat et de Forest.
De leur union naquirent deux fils :
- Louis de La Fayette (1658-1729), baptisé le 7 mars 1658, abbé ;
- Armand-Renaud de La Fayette (17 septembre 1659-1694), militaire.

## Œuvres

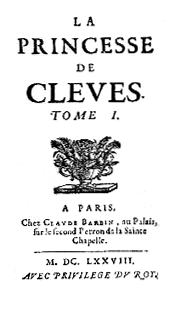
Page de titre de l’édition de 1678 de La Princesse de Clèves.

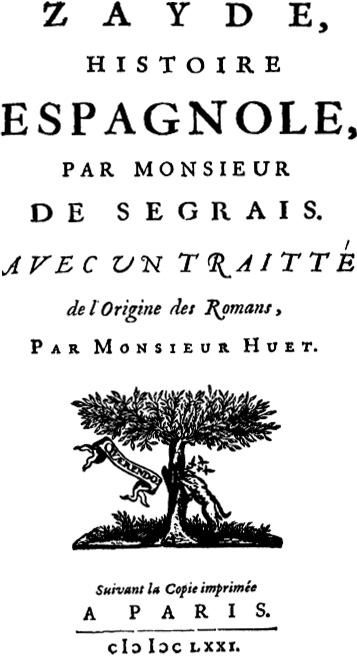
Page de titre de l’édition de 1670 de Zaïde, histoire espagnole.

- Portrait de la marquise de Sévigné, par madame la comtesse de la Fayette, sous le nom d’un inconnu, (dans le recueil de madame de Montpensier "Divers portraits" (1659).
- La Princesse de Montpensier, 1662, puis 1674 et 1675.
- Zaïde, histoire espagnole, tome 1, tome 2, Paris, Claude Barbin, 1671.
- La Princesse de Clèves, À Paris, chez Claude Barbin, 16 mai 1678 [anonyme]. (traduit en anglais en 1689 à Londres).
- Romans et Nouvelles, Paris, Classiques Garnier, 1989, ISSN 0750-2176
- La Comtesse de Tende (1718), posthume
- Histoire de madame Henriette d'Angleterre, première femme de Philippe de France, Duc d'Orléans, Amsterdam, M.-C. Le Cène, 1720.
- Mémoires de la cour de France pour les années 1688 et 1689, Paris, Foucault, 1828.
- Lettres de Mme de La Fayette à Mme de Sablé, vers 1663–65.

## Réception
- « Sa Princesse de Clèves et sa Zaïde furent les premiers romans où l’on vit les mœurs des honnêtes gens, et des aventures naturelles décrites avec grâce. Avant elle, on écrivait d’un style ampoulé des choses peu vraisemblables. » Voltaire, Le Siècle de Louis XIV (1751)[9].
- « Sa simplicité réelle est dans sa conception de l’amour ; pour Mme de La Fayette, l’amour est un péril. C’est son postulat. Et ce qu’on sent dans tout son livre (la Princesse de Clèves) comme d’ailleurs dans la Princesse de Montpensier, ou La comtesse de Tende, a une constante méfiance envers l’amour (ce qui est le contraire de l’indifférence). » Albert Camus, Carnets (1964).
- « Tout en elle nous attire, la rare distinction de son esprit, la ferme droiture de ses sentiments, et surtout, peut-être, ce que nous devinons au plus profond de son cœur : une souffrance cachée qui a été la source de son génie. » Paul Morillot, Le roman en France depuis 1610 jusqu'à nos jours: lectures et esquisses, G. Masson, 1892, p. 127.

## Hommages
- Un cratère vénusien, La Fayette, est ainsi nommé en son honneur[10].